# Hanna Zdanowska
Hanna Elżbieta Zdanowska, née Aleksandrzak le 23 mars 1959 à Łódź, est une femme politique polonaise. Ingénieure de formation, elle a travaillé pour la ville de Łódź. 
Elle a été députée au Sejm, et elle est maire de Łódź depuis 2010.

## Biographie
Elle est née et a grandi à Łódź, où elle a été scolarisée. Elle a obtenu son baccalauréat au lycée Krzysztof Kamil Baczyński. Elle est diplômée (en génie de l'environnement) à la faculté de génie civil et d'architecture de l'université polytechnique de Łódź. Après des études dans les années 1980, elle a notamment été contremaître sur les chantiers de construction de Łódź à Radogoszcz et Retkinia. Elle a dirigé sa propre entreprise dans l'industrie du vêtement.  Pendant six ans, elle a dirigé la Chambre d'industrie et de commerce de Łódź.

## Vie politique
Lors des élections locales de 2018, elle est élue maire de Łódź pour la troisième fois, avec 70,22 % des voix dès le premier tour.

## Vie privée
Hanna Zdanowska a divorcé en 1997. Elle a un fils de cette relation, Robert, artiste diplômé de l'Académie des beaux-arts de Łódź. Toujours depuis 1997, elle est en relation informelle avec Włodzimierz G., un entrepreneur dans l'industrie textile.

## Décorations
- Chevalier de l'ordre Polonia Restituta (2015)
- Badge de bronze « Mérite de la protection contre les incendies » (2013)[13]
- Médaille d'argent pour les services à la police (2011)
- Insigne honorifique de la Croix-Rouge polonaise, degré III (2014)
- Médaille « Pro Patria » (2013)
- Insigne honorifique du mérite de l'autonomie locale (2015)
- Médaille du mérite pour l'Association des anciens combattants du maintien de la paix des Nations unies